# Хельмерсон, Франс
Франс Хельмерсон (швед. Frans Helmerson; род. 3 ноября 1945, Фальчёпинг, Швеция) — шведский виолончелист.
Учился в Гётеборге у Гвидо Векки, затем в Италии у Джузеппе Зельми и в Лондоне у Уильяма Плита, завершив своё образование мастер-классом под руководством Мстислава Ростроповича — по словам самого Хельмерсона, до встречи с ним он как бы управлял автомобилем с четырьмя передачами, а с Ростроповичем открыл для себя, что есть ещё пятая передача, о которой он до тех пор не подозревал. Кроме того, важное влияние на Хельмерсона оказала работа в Симфоническом оркестре Шведского радио под началом Серджиу Челибидаке на рубеже 1960—1970-х годов.
Среди заметных записей Хельмерсона — два концерта Дмитрия Шостаковича (с Государственной академической симфонической капеллой России под управлением Валерия Полянского), «Pro et Contra» Арво Пярта (с Бамбергским симфоническим оркестром под управлением Нееме Ярви), виолончельный концерт Антонина Дворжака (с Гётеборгским симфоническим, также под управлением Ярви), партиты Иоганна Себастьяна Баха, сонаты Золтана Кодая, Пауля Хиндемита, Джорджа Крама и др.
Помимо сольной карьеры, Хельмерсон с 2002 выступает в составе струнного квартета Микеланджело совместно с Михаэлой Мартин, Даниилом Австрихом и Нобуко Имаи.
Хельмерсон преподавал в различных консерваториях, в настоящее время он является профессором Кёльнской Высшей школы музыки. Среди его учеников, в частности, Трульс Мёрк. Хельмерсон также выступает как дирижёр с различными музыкальными коллективами Скандинавии.